# 보르도의 고야
보르도의 고야(Goya En Burdeos, Goya In Bordeaux)는 이탈리아에서 제작된 카를로스 사우라 감독의 1999년 드라마, 전쟁 영화이다. 프란시스코 라발 등이 주연으로 출연하였고 안드레스 빈센테 고메스 등이 제작에 참여하였다.

## 출연

### 주연
- 프란시스코 라발
- 호세 코로나도

### 조연
- 다프네 페르난데즈
- 유라리아 레이몬
- 마리벨 베르두
- 호아킨 클리멘트

## 제작진
- 공동제작: 풀비오 루치사노
- 미술: 피에르-루이스 데베네